# Grant Irvine
Grant Irvine, né le 17 mars 1991 à Brisbane, est un nageur australien spécialiste du papillon.

## Carrière
Grant Irvine fait ses débuts internationaux lors des Championnats du monde en petit bassin 2012 où il atteint la finale du 200 m papillon, qu'il achève à la septième position et remporte la médaille de bronze au relais 4 × 100 m quatre nages avec Robert Hurley, Kenneth To et Tommaso D'Orsogna. En 2013, il gagne le titre national du 200 m papillon, ce qui le qualifie pour les Championnats du monde de Barcelone où il échouera en demi-finales de cette distance avec le quatorzième temps.
En 2014, il est médaillé d'argent du 200 m papillon aux Jeux du Commonwealth derrière Chad Le Clos.

## Palmarès

### Championnats du monde

#### Grand bassin
- Championnats du monde 2017 à Budapest :
  -  Médaille d'argent du relais 4 × 100 m quatre nages mixte (participe uniquement aux séries)

#### Petit bassin
- Championnats du monde 2012 à Istanbul ( Turquie) :
  -  Médaille de bronze du relais 4 × 100 m quatre nages.

### Jeux du Commonwealth
- Jeux du Commonwealth de 2014 à Glasgow (Écosse) :
  -  Médaille d'argent du 200 m papillon.